# The Family Plan
The Family Plan är en amerikansk thriller- och komedifilm hade premiär på Apple TV+ den 15 december 2023. Filmen är regisserad av Simon Cellan Jones, efter ett manus skrivet av David Coggeshall.

## Handling
Filmen kretsar kring en före detta lönnmördare, Dan Morgan, som när hans gamla liv börjar komma ikapp honom måste rymma med sin oskyldiga och ovetande familj.

## Rollista (i urval)
- Mark Wahlberg – Dan Morgan
- Michelle Monaghan – Jessica Morgan
- Saïd Taghmaoui – Augie
- Maggie Q – Gwen
- Zoe Colletti  – Nina Morgan
- Van Crosby – Kyle Morgan
- Ciarán Hinds – McCaffrey
- Miles Doleac – Gold Chain